# Donald Stewart (homme politique écossais)
Pour les articles homonymes, voir Donald Stewart et Stewart.
Donald James Stewart (17 octobre 1920 - 23 août 1992) est député du Parti national écossais (SNP) de 1970 à 1987 pour les îles de l'Ouest. Il est également président du Parti national écossais (SNP) de 1982 à 1987. Il est conseiller municipal à Stornoway pendant de nombreuses années et est à deux reprises prévôt de la ville.

## Jeunesse
Stewart est né le 17 octobre 1920 à Stornoway, Hébrides extérieures, en Écosse. Il fait ses études à l'Institut Nicolson. Stewart quitte l'école à 16 ans pour travailler comme commis junior dans un bureau d'avocat local, avant de travailler à Kenneth Mackenzie Ltd, une entreprise de Stornoway . Il sert pendant la Seconde Guerre mondiale avec la Royal Navy, sur le HMS Celandine pour la durée de la guerre. Après la guerre, il retourne chez Kenneth Mackenzie Ltd, devenant par la suite un administrateur. Il reste dans l'entreprise jusqu'à son élection au Parlement en 1970 .

## Carrière politique
Socialiste de longue date, Stewart adhère à la cause de l'indépendance de l'Écosse aux élections générales du Royaume-Uni de 1935 et rejoint le Parti national écossais l'année suivante . Il rejoint également le Parti travailliste en 1937, mais est désillusionné par le parti et le quitte en 1939. Il est élu pour la première fois au conseil municipal de Stornoway en 1951 et reste conseiller jusqu'à son élection au Parlement en 1970. Il se présente à l'élection partielle de 1952 à Dundee-Est. Stewart est prévôt de Stornoway de 1959 à 1965, puis de 1968 à 1970. Aux élections générales de 1970, il est le premier député du SNP à être élu à une élection générale et le dernier résultat déclaré en 1970, ce qui suscite une grande attention dans les médias.
Stewart est le seul représentant du SNP à Westminster de 1970 jusqu'à ce qu'il soit rejoint par Margo MacDonald qui remporte Glasgow Govan lors de l'élection partielle de 1973. Aux élections générales de février 1974, il est rejoint par six autres députés du SNP et aux élections générales d'octobre de cette année-là, ce nombre passe à onze. Stewart devient le chef du groupe parlementaire SNP, avec William Wolfe comme chef du parti SNP. En 1977, Donald Stewart est nommé conseiller privé .
En 1981, Stewart tente d'introduire certaines dispositions pour le gaélique par le biais d'un projet de loi d'initiative parlementaire  mais il est accueilli avec l'hostilité des conservateurs  et est combattu par Bill Walker . Ce n'est qu'avec l'introduction de la loi de 2005 sur la langue gaélique (Écosse) par le Parlement écossais décentralisé que la langue obtient une certaine reconnaissance officielle.
En mars 1985, Stewart annonce qu'il se retire de la politique de première ligne aux élections suivantes, bien qu'il ait continué à représenter les îles occidentales jusqu'en 1987. Aux élections générales de cette année-là, son remplaçant en tant que candidat du SNP, Ian Smith, alors porte-parole du parti sur les transports, est battu par Calum MacDonald du Parti travailliste. Le vote SNP chute de 26% . Les travaillistes occupent le siège jusqu'aux élections générales de 2005, lorsqu'il est récupéré par Angus Brendan MacNeil du SNP.
À sa retraite du Parlement, Stewart s'est vu offrir une pairie à vie, mais le refuse . Stewart travaillait sur une autobiographie quand il est mort en 1992 . Elle est complétée par sa sœur, et publiée en 1994 sous le titre A Scot in Westminster.
C'est Stewart qui décrit le SNP comme un « parti radical, avec un objectif révolutionnaire ».

## Vie privée
Il épouse Christina MacAulay .
En août 1992, il subit une crise cardiaque. Il est décédé une semaine plus tard, à l'âge de 71 ans, à l'hôpital Lewis de Stornoway.